# Nglebak (Kradenan)
Nglebak is een bestuurslaag in het regentschap Blora van de provincie Midden-Java, Indonesië. Nglebak telt 2920 inwoners (volkstelling 2010).